# Friedmann Dávid (sopronkeresztúri rabbi)
Friedmann Dávid (Assakürt, 1853 – Németkeresztúr [ma: Sopronkeresztúr], 1906. február 26.) sopronkeresztúri rabbi.

## Élete
Édesapja, Friedmann Izrael Verbón volt rabbisági ülnök és Assakürtön lelkész, édesanyja Schlüssel Sára. Friedmann Dávid későbbi apósánál és elődjénél, Katz Menáchem (1795–1891) sopronkeresztúri rabbinál  tanult, aki mellett segédrabbiként működött, majd annak halála után a tekintélyes hitközség főrabbija lett. Kiváló tudós hírében állott és híres jesivát tartott fenn élete végéig. Halálát agyhártyalob okozta. Felesége Katz Janka volt.